# Герб на Либия
Либия няма национален герб. До август 2012 г. вместо герб се използва емблемата на либийския Национален преходен съвет, който е временният висш орган в страната след свалянето на Муамар Кадафи.
От февруари 2013 г. на либийските паспорти вместо герб се използва полумесецът и звездата.

## Исторически гербове
- Герб на Италианска Либия (1940)
- Герб на Кралство Либия (1951—1969)
- Герб на Либийска арабска република (1969—1971)
- Герб на Федерацията на арабските републики (1972—1977)
- Емблема на Народния преходен съвет на Либия (5 март—2 април 2011)
- Емблема на Народния преходен съвет на Либия (2 април 2011—8 август 2012)
- Емблема на Либия (от 8 август 2012)